# Sąd Konstytucyjny (Chorwacja)
Sąd Konstytucyjny Chorwacji (chorw. Ustavni sud Republike Hrvatske) – to instytucja, która stoi na straży zgodności przepisów aktów prawnych z Konstytucją Republiki Chorwacji z 22 grudnia 1990 roku, przestrzegania praw i wolności człowieka, a także rozwiązuje spór jurysdykcyjny między organami władzy ustawodawczej, wykonawczej lub sądowej. Wszelkie regulacje dotyczące jej znajdują się w Konstytucji Republiki Chorwacji, w Ustawie Konstytucyjnej Republiki Chorwacji o Sądzie Konstytucyjnym oraz w Regulaminie Sądu Konstytucyjnego.

## Pozycja ustrojowa
Sąd Konstytucyjny to instytucja, która stoi na straży zgodności przepisów aktów prawnych z Konstytucją Republiki Chorwacji z 22 grudnia 1990 roku, przestrzegania praw i wolności człowieka, a także rozwiązuje spór jurysdykcyjny między organami władzy ustawodawczej, wykonawczej lub sądowej. Jako instytucja gwarantuje przestrzeganie i stosowanie Konstytucji Republiki Chorwacji i właśnie na nią powołuje się w swoich wyrokach. Sąd Konstytucyjny jest niezależny od wszystkich organów państwowych. Stanowi odrębny i samodzielny organ obok sadów powszechnych.

## Podstawy prawne
Wszelkie regulacje znajdują się w nowelizowanej Konstytucji Republiki Chorwacji z 22 grudnia 1990 roku w rozdziale V „Sąd Konstytucyjny”, w „Ustawie Konstytucyjnej o Sądzie Konstytucyjnym Republiki Chorwacji” z 1999 roku oraz w Regulaminie Sądu Konstytucyjnego Republiki Chorwacji” z 2003 roku.

## Kompetencje
Zgodnie z art. 125 Konstytucji
- orzeka o zgodności ustaw z Konstytucją;
- orzeka o zgodności innych przepisów z Konstytucją i ustawami;
- może oceniać zgodność ustaw z Konstytucją oraz zgodność z Konstytucją i ustawami innych przepisów, które przestały obowiązywać, o ile od momentu utraty mocy obowiązującej do złożenia wniosku o wszczęcie postępowania upłynął nie więcej niż rok;
- orzeka w sprawach skarg konstytucyjnych przeciwko indywidualnym rozstrzygnięciom organów państwowych, organów jednostek samorządu lokalnego i okręgowego (regionalnego) oraz osób prawnych sprawujących władzę publiczną, jeżeli rozstrzygnięcia te naruszają prawa człowieka i podstawowe wolności, a także prawo do lokalnego i okręgowego (regionalnego) samorządu zagwarantowane w Konstytucji
- sprawuje nadzór nad przestrzeganiem zgodności z Konstytucją i ustawami, i o stwierdzonych przypadkach niezgodności powiadamia Chorwacki Parlament;
- orzeka w sporach kompetencyjnych między organami władzy ustawodawczej, wykonawczej i sądowniczej;
- orzeka o odpowiedzialności Prezydenta Chorwacji
- sprawuje nadzór nad zgodnością z Konstytucją programów partii politycznych i działalności tych partii oraz może, zgodnie z Konstytucją, zakazać ich działania;
- sprawuje nadzór nad zgodnością z Konstytucją i ustawami wyborów oraz krajowych referendów, orzeka w sporach wyborczych, które nie należą do właściwości sądów powszechnych;
- wykonuje inne czynności określone w Konstytucji.

Jeśli Sąd Konstytucyjny stwierdzi, że właściwy organ nie wydał przepisu wykonawczego do Konstytucji, ustaw i innych aktów, mimo iż był do tego zobowiązany, powiadamia o tym Rząd, a w sprawie przepisów wykonawczych należących do kompetencji Rządu powiadamia Chorwacki Parlament.
Sąd Konstytucyjny uchyla ustawę, inny przepis lub stwierdza jego nieważność, jeżeli stwierdzi, że jest ona niezgodna z Konstytucją albo z ustawami.

## Skład
- Sąd Konstytucyjny składa się z trzynastu sędziów[5] wybranych większością dwóch trzecich głosów członków Parlamentu Chorwackiego[6] spośród wybitnych prawników, w szczególności sędziów, adwokatów państwowych, adwokatów i uniwersyteckich profesorów nauk prawnych, zgodnie z procedurą i metodą określoną w Ustawie konstytucyjnej.
- Kadencja sędziego wynosi osiem lat i zostaje przedłużona do sześciu miesięcy w wyjątkowych przypadkach, gdy po upływie okresu urzędowania nowy organ sprawiedliwości nie został wybrany lub nie objął urzędu.
- Komisja Parlamentu Chorwacji przeprowadza procedurę nominacji i propozycji kandydatów na sędziów.
- Sąd wybiera swojego przewodniczącego na czteroletnią kadencję tajnym głosowaniem większością głosów.
- Sędzia nie może być członkiem żadnej partii politycznej, nie może wykonywać żadnych innych obowiązków publicznych ani zawodowych. Sędziowie korzystają z tego samego immunitetu co posłowie chorwackiego parlamentu. Sędzia może zostać zwolniony z urzędu przed upływem kadencji, na którą został wybrany na jego własną prośbę, bądź jeżeli zostanie skazany na karę pozbawienia wolności lub jeżeli jest trwale niezdolny do wykonywania obowiązków, co ma zostać stwierdzone przez sam Sąd.

Tryb i warunki wyboru sędziów Sądu Konstytucyjnego Republiki Chorwacji oraz ustania ich funkcji, przesłanki i terminy określa Ustawa Konstytucyjna o Sądzie Konstytucyjnym Republiki Chorwacji z 1999 r.

## Procedura wyboru sędziów
- Sędziowie wybierani są spośród obywateli chorwackich, prawników z co najmniej 15 lat doświadczenia w zawodzie, którzy zostali wyróżnieni pracami naukowymi lub zawodowa lub działalność publiczna. Osoba, która uzyskała stopień doktora nauk prawnych i spełnia wszystkie warunki może być wybrane, jeżeli ma co najmniej 12-letnie doświadczenie w zawodzie prawniczym.
- Procedura zostaje wszczęta przez Komitet Chorwackiego Parlamentu, który opublikuje zaproszenie w Narodne novine (Dzienniku Ustaw Narodowych) do sądu, wydziałów prawa, izb adwokackich, stowarzyszeń prawnych, osób fizycznych w celu zaproponowania kandydatów do wyboru jednego lub więcej sędziów. Osoba może zaproponować siebie jako kandydata.
- Zaproszenie określa warunki wyboru sędziego, ostateczny termin na zgłoszenie kandydata do właściwej komisji oraz załączniki, które zostaną dostarczone wraz z wnioskiem.
- Po upływie terminu właściwy komitet: bada, czy kandydaci spełniają warunki wyboru na sędziego, a także odrzuca nieważne kandydatury.
- Właściwa komisja przeprowadza publiczne przesłuchanie z każdym z kandydatów, którzy spełniają warunki i na podstawie przedstawionych danych i wyników rozmów kwalifikacyjnych składają krótką listę kandydatów. Z reguły krótka lista zawiera więcej kandydatów niż liczba sędziowie, którzy zostaną wybrani.
- Właściwa komisja przedkłada Parlamentowi Chorwackiemu, wraz z jego wnioskiem, listę wszystkich kandydatów spełniających warunki bycia sędzią Sądu Konstytucyjny. Taki wniosek właściwej komisji zawiera uzasadnienie.

## Organy
Kwestię tę reguluje art. 8 Regulaminu Sądu Konstytucyjnego.
- Posiedzenie Sądu
- Izby orzekające w sprawie wymogów dotyczących rozstrzygania skarg konstytucyjnych
- Izby rozstrzygające skargi konstytucyjne
- Izby ds. Sporów wyborczych

## Funkcje sędziów
Kwestię tę reguluje art. 9 Regulaminu Sądu Konstytucyjnego.
- Prezes Sądu Konstytucyjnego
- Wiceprezes Sądu Konstytucyjnego
- Prezesi izb
- Sędziowie sprawozdawcy

Sędzia wybrany na funkcję prezesa Sądu Konstytucyjnego na czas swojej kadencji nie pełni żadnej innej funkcji.

## Odpowiedzialność sędziów
Odpowiedzialność tę reguluje art. 4 Ustawy Konstytucyjnej o Sądzie Konstytucyjnym.
- Żaden sędzia nie jest odpowiedzialny na mocy prawa karnego, zatrzymany lub ukarany za wyrażoną opinię lub głosowanie w Sądzie Konstytucyjnym.
- Żaden sędzia nie może być zatrzymany, ani postępowanie karne nie może być wszczęte przeciwko niemu bez zgody Sądu.
- Sędzia może zostać zatrzymany bez zgody, tylko wtedy, gdy został przyłapany na gorącym uczynku popełnienia przestępstwa zagrożonego karą pozbawienia wolności powyżej pięciu lat. W takim przypadku organ, który zatrzymał sędziego, natychmiast powiadamia o tym Prezesa Sądu Konstytucyjnego.
- Sąd może zadecydować, że sędzia, przeciwko któremu toczy się postępowanie karne zostało wszczęte, nie może wykonywać swoich obowiązków podczas postępowania.

## Siedziba
Siedzibą Sądu Konstytucyjnego jest Zagrzeb, Trg sv. Marka 4.
Jeżeli podejmie taką decyzję, może wyjątkowo zasiąść w innych miejscach w Republice Chorwacji.

## Publiczny dostęp o informacji o orzeczeniach
Jest zapewniony zgodnie z art. 4 Regulaminu Sadu Konstytucyjnego:
- poprzez jawne prace Sądu
- poprzez publikację orzeczeń i raportów Sądu w Narodne novine[9][10],
- poprzez publikację zbiorów decyzji, orzeczeń i sprawozdań;
- poprzez obecność przedstawicieli prasy i innych mediów publicznych na posiedzeniu oraz podczas publicznych i konsultacyjnych obrad w Sądzie Konstytucyjnym, z wyjątkiem przypadków, gdy istnieją powody do wykluczenia społeczeństwa
- poprzez audycje telewizyjne i radiowe Sądu Konstytucyjnego
- przez wydanie oficjalnych komunikatów w mediach publicznych
- poprzez organizowanie konferencji prasowych
- poprzez zamieszczanie praktyki Sądu Konstytucyjnego i wszystkich ważnych danych na oficjalnej stronie Sądu Konstytucyjnego (https://www.usud.hr/).